# Turbína (Kežmarok)
Turbína je historická vodní elektrárna z roku 1910, která se nachází na jihozápadním okraji města Kežmarok, v katastrálním území obce Huncovce a je jednou z nejstarších nepřetržitě fungujících elektráren na Slovensku.

## Historie
Vodní elektrárnu nechal postavit Karl Wein, majitel významné kežmarské textilní továrny Karl Wein a spol. První spišská mechanická tkalcovna v Kežmarku. Továrna byla známá také jako Weinova továrna, po druhé světové válce byla přejmenována na Tatraľan. Turbína dodávala elektřinu především továrně a přebytky městu Kežmarok. Elektrárna stojí na umělém vodním kanálu řeky Poprad o délce asi 3,5 km, do provozu byla uvedena 15. listopadu 1910. Toto datum je uvedeno i na fasádě budovy. Turbína by pravděpodobně zahájila provoz dříve, komplikace způsobil sesuv půdy v derivačním kanále. Ten musel být zpevněn železobetonovou ochrannou klenbou. Část kanálu vede pod povrchem země, tento úsek měří přibližně 1 km.
Dne 7. února 1986 byly budovy strojovny a rozvodny vody s turbínami prohlášeny za kulturní památky.

## Technologie
Stavební práce provedla firma Pittel & Brauswetter nákladem asi 400 000 korun, turbíny vyrobila firma Pohl a synové ze Szombathely, generátory pocházely z budapešťské továrny Ganz a elektronika byla dílem rakouského Siemensu. Dva generátory pohání dvojice Francisových turbín. Maximální výkon elektrárny je přibližně 500 kW. Po definitivním zahájení výroby elektřiny byly na sloupy elektrického vedení instalovány cedule upozorňující na nebezpečí vysokého napětí. Původní zařízení je stále v provozu a je součástí elektrárny.

## Galerie

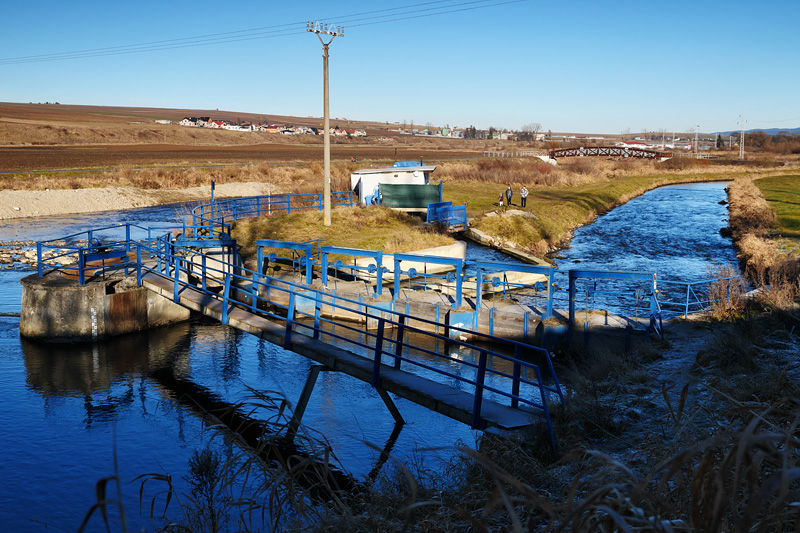
Voda regulovaná stavidly vtéká do odváděcího kanálu mezi Velkou Lomnicí a Huncovci
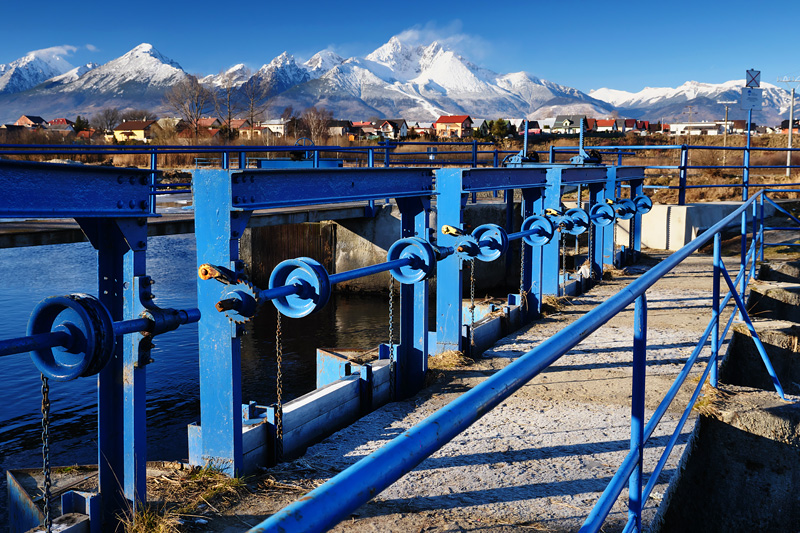
Stavidla na začátku derivačního kanálu
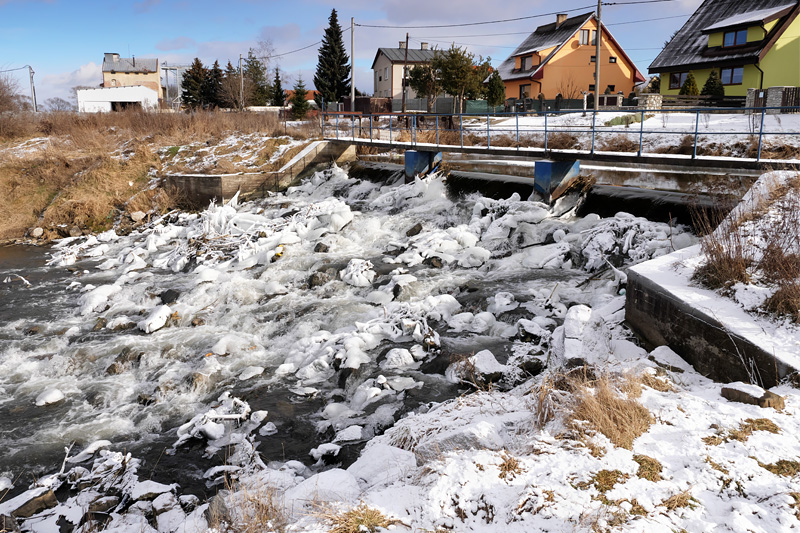
Část derivačního kanálu v Huncovcích
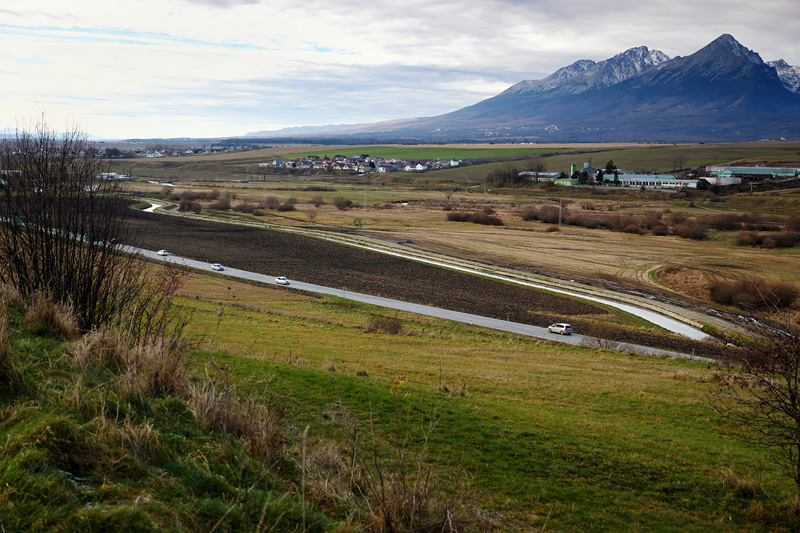
Derivační kanál mezi Huncovcemi a Kežmarkem
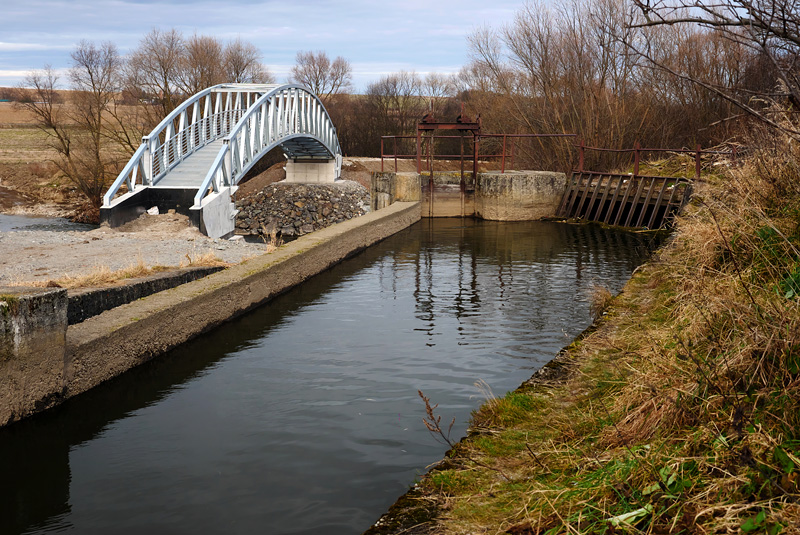
Před Kežmarkem vtéká voda do podzemní části kanálu
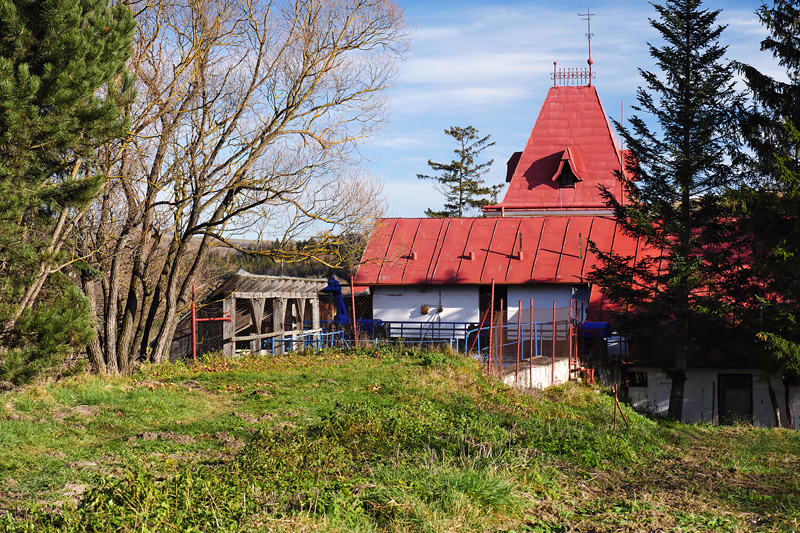
Podzemní část derivačního kanálu je dlouhá přibližně 1 km a ústí v Turbíně
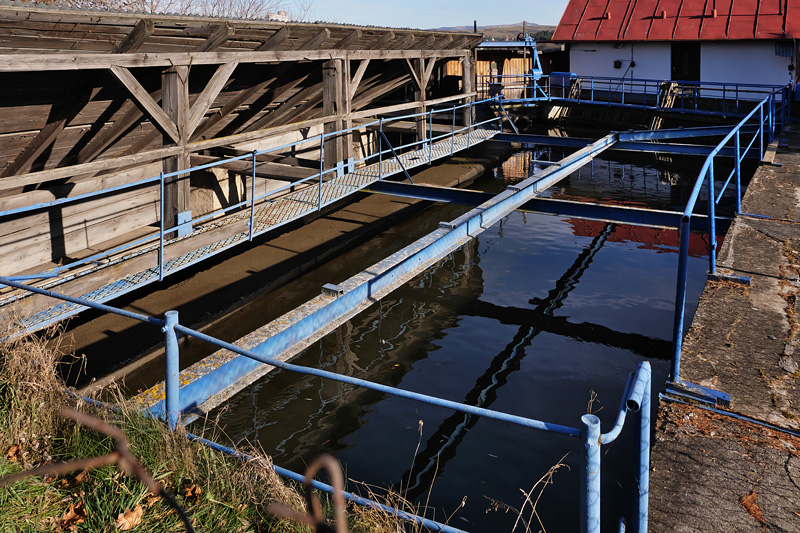
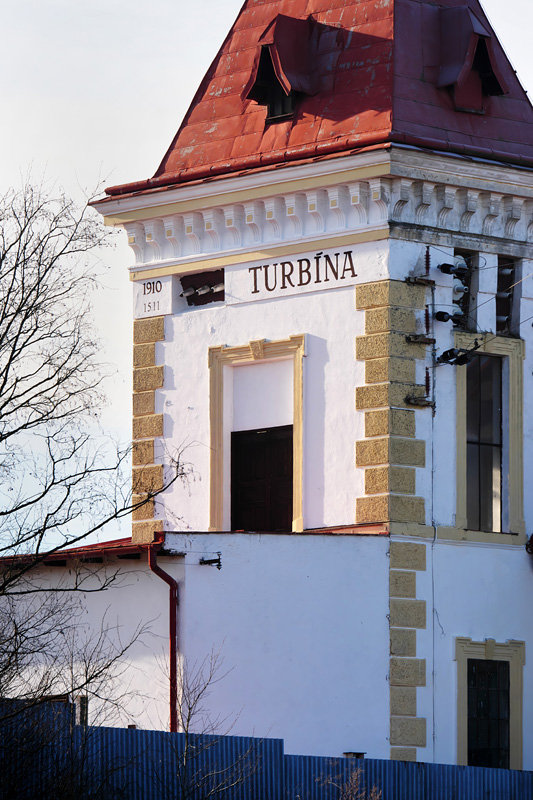
Na věži je vyznačeno datum 15. listopadu 1910, kdy byla Turbina uvedena do provozu
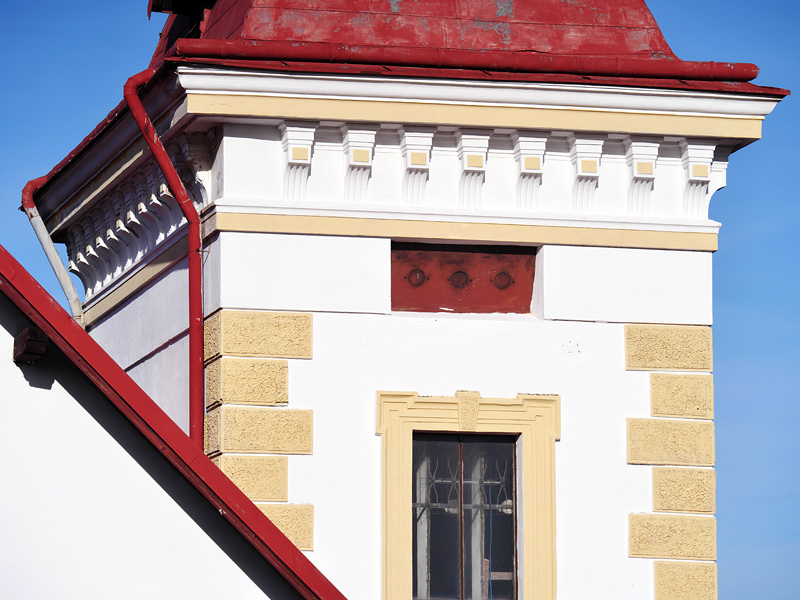
Detail fasády ukazující, odkud původně vedlo elektrické vedení
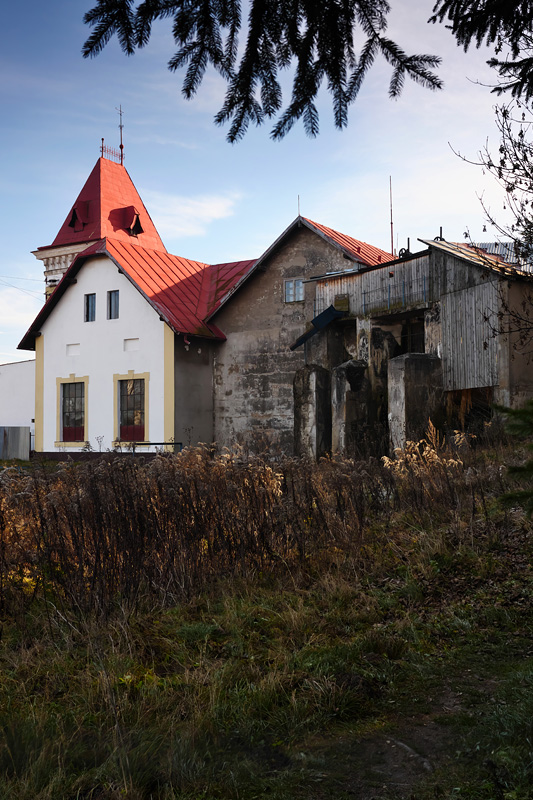
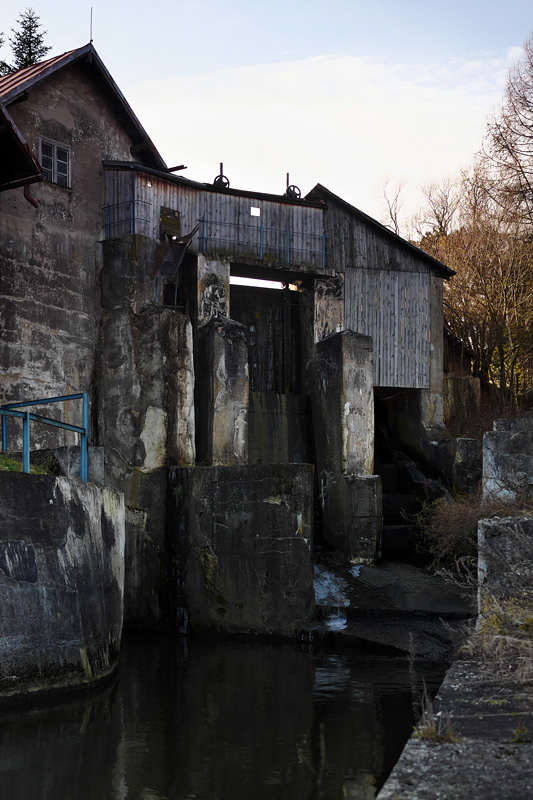
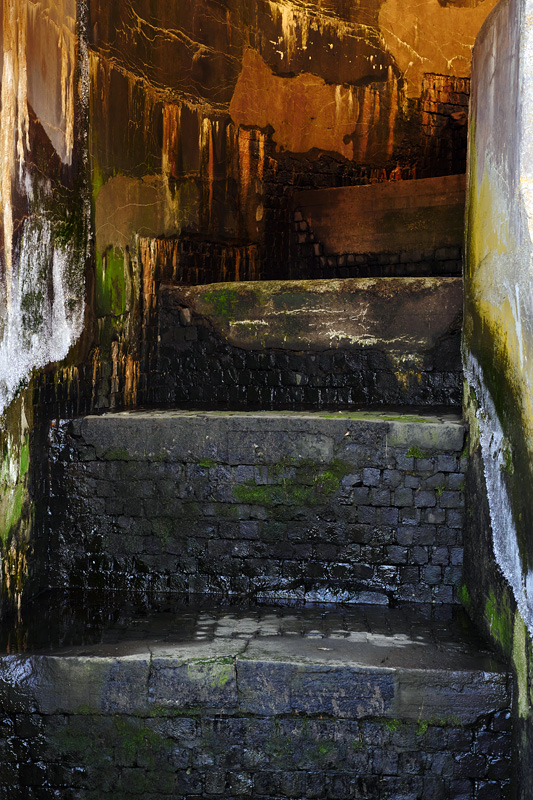
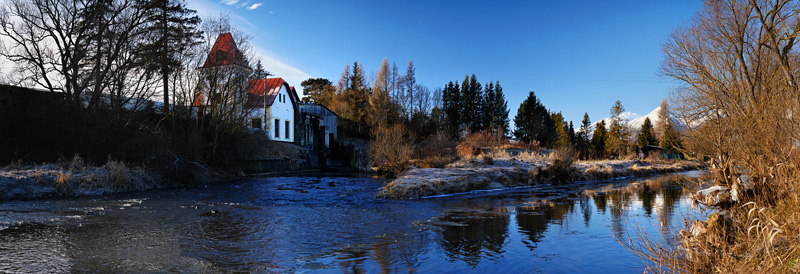
Na konci derivačního kanálu se voda vrací zpět do řeky Poprad a dále protéká městem Kežmarok